# Січень 2004
Січень 2004 — перший місяць 2004 року, що розпочався у четвер 1 січня та закінчився у суботу 31 січня.

## Події
- 1 січня — офіційно запущено соціальну мережу MySpace.
- 6 січня — «Jaya Bharata Jananiya Tanujate» оголошено офіційним гімном Карнатаки.
- 9 січня — Туреччина повністю скасовує смертну кару.
- 25 січня — новий президент Грузії, Михаїл Саакашвілі, склав присягу.
- 30 січня — заснована Українська вікіпедія!